# 300e division de fusiliers (2e formation)
Pour les articles homonymes, voir 300e division, 3e division et 46e division.
La 300e division de fusiliers (russe : 300-я стрелковая дивизия) est une unité de l'Armée rouge pendant la Seconde Guerre mondiale.
Après la guerre, elle fut réorganisée en division de chars.

## Historique
La 300e division de fusiliers participe à la guerre soviéto-japonaise, menant l'offensive vers Harbin et Jilin au sein de la 1re armée soviétique. Le 9 août 1945, la 300e division faisant partie du 26e corps de fusiliers franchit la frontière en avançant le long d'une impraticabilité boisée et montagneuse. Le 11 août , Mulin a été libéré. Les 15 et 16 août, avec la 257e brigade de chars, la division traverse la rivière Mudanjian et libère la ville du même nom des unités japonaises. Le 21 août, la division entre dans la région de Harbin. Au cours des combats, la division a mis hors de combat plus de 1 000 soldats japonais et capturé de nombreux équipements.
Le commandant de division, le général de division K. G. Tcherepanov a reçu le titre de Héros de l'Union soviétique.
Pour sa participation à l'opération, l'unité a reçu le nom honorifique de Harbinskaïa. Le 16 septembre 1945, la division participe au défilé de Harbin pour célébrer la victoire sur l'empire du Japon,.
Le 14 avril 1946, la 300e division de fusiliers est réorganisée en 3e division de chars, conservant ses décorations et son historique. Elle fait partie de la 5e armée,,. Le 30 avril 1957, elle fut rebaptisée 46e division de chars (unité militaire 24255), toujours au sein de la 5e armée, et fait partie du district militaire d'Extrême-Orient sur un point de déploiement permanent dans le village de Pokrovka. La 46e division comprend le 402e régiments de fusiliers motorisés, les 72e, 125e et 259e régiments de chars. La division est dissoute en 1959.